# Farnhamville
Ne pas confondre avec Farhamville, ville fictive du film d'horreur canadien Cannibal Girls.
Farnhamville est une ville des comtés de Calhoun et de Webster, en Iowa, aux États-Unis. La ville est fondée en 1881 et s'appelle initialement Farham, en l'honneur d'un employé du chemin de fer. Les services de la poste refusent d'accepter le nom et la ville est alors baptisée Farnhamville lorsque le bureau de poste est ouvert en 1881. La ville est incorporée le 1er avril 1893. 

## Source de la traduction
- (en) Cet article est partiellement ou en totalité issu de l’article de Wikipédia en anglais intitulé « Farnhamville, Iowa » (voir la liste des auteurs).